# 風俗街
風俗街（ふうぞくがい）とは、性風俗店が密集している場所のことをいう。日本における風俗街は、以下のとおり。遊廓から発達したものなど、それぞれの街に歴史がある。これらの店が軒を連ねる地域の形容して花街・花町（はなまち）と呼ぶ場合がある。近年では無店舗型のデリヘル（デリバリーヘルス）も増加しており、風俗産業にも変化が見られている。

## 日本の風俗街
かつては「風俗街」であったが、現在はそうではないとされる例には★印を付けている。

### 北海道・東北地方
- すすきの（北海道札幌市）（北海道最大の風俗街）[2]
- 国分町・一番町（宮城県仙台市）（東北地方最大の風俗街）
- 置賜町（福島県福島市）
- 小名浜（福島県いわき市）[3]

### 関東地方
- 桜町（茨城県土浦市）

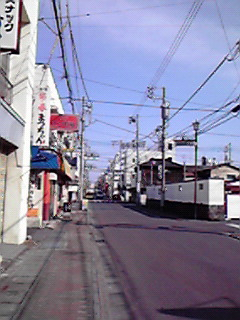
昼間の茨城県土浦市桜町

- 南一番街（群馬県太田市）（「北関東の歌舞伎町」と称される）[4]
- 宮郷（群馬県伊勢崎市） （風俗街が幹線道路沿道に表出している）[5]
- 池上町（栃木県宇都宮市）
- 大宮北銀座（埼玉県さいたま市大宮区宮町）・大宮南銀座（埼玉県さいたま市大宮区大門町）[6]
- ★西川口（埼玉県川口市）（かつては風俗街として栄えたが、違法風俗店等が摘発され姿を消した）[7]
- 栄町（千葉県千葉市中央区）[8]
- 新宿・歌舞伎町（東京都新宿区）[9]（日本一の風俗街）
- 吉原（東京都台東区千束）（日本一のソープランド街）→吉原遊廓
- 鶯谷（東京都台東区）[10]（ホテヘル・デリヘル、吉原への最寄り駅の一つ）
- 上野・湯島（東京都台東区、文京区）
- 池袋（東京都豊島区）（都内有数のヘルス街）[11]
- 渋谷・道玄坂・円山町（東京都渋谷区）（都内有数のヘルス街）[12]
- 三崎町（東京都八王子市）
- ★田町（東京都八王子市）- かつての八王子遊郭。1958年の売春防止法により宅地化。
- ★上鶴間（神奈川県相模原市南区）[13]
- 堀之内・南町（神奈川県川崎市川崎区）[14]
- 曙町（神奈川県横浜市中区）[15]
- ★黄金町（神奈川県横浜市中区）[16] - かつての「全国三大ちょんの間地帯」のひとつ[17]

### 中部地方
- 両替町（静岡県静岡市葵区）[18]
- 金津園（岐阜県岐阜市）[19]
- 柳ヶ瀬（岐阜県岐阜市）
- 名駅（愛知県名古屋市中村区、西区）
- 賑町（中村遊郭〈大門〉）（愛知県名古屋市中村区）（ソープ街）
- 女子大小路（愛知県名古屋市中区）
- 錦三（愛知県名古屋市中区）
- 納屋橋（愛知県名古屋市中村区、中区）
- 柴田（愛知県名古屋市南区）
- 山代（石川県加賀市）
- 片山津（石川県加賀市）
- 古町昭和新道（新潟県新潟市中央区）[20]
- 裏春日（山梨県甲府市中央）

### 近畿地方
- 新開地・福原（兵庫県神戸市兵庫区）[21]
- 木屋町（京都府京都市下京区）[22]
- 雄琴（滋賀県大津市苗鹿）[23]
- 松島新地（大阪府大阪市西区）[24]
- 飛田新地（大阪府大阪市西成区）[1][25] - かつての「全国三大ちょんの間地帯」のひとつ[17]
- 出屋敷（兵庫県尼崎市）[26] - 阪神尼崎駅周辺の店舗型ヘルス
- ★かんなみ新地（兵庫県尼崎市神田南通3丁目） - ちょんの間、2021年11月に全店一斉廃業[27]
- 天王新地（和歌山県和歌山市） - 建前上料亭のちょんの間。同じ和歌山市内にはソープランド街の「ぶらくり丁」がある。

### 中国・四国地方
- 流川（広島県広島市中区）（中四国最大の風俗街）[28]
- 豊前田（山口県下関市）
- 城東町二丁目・八重垣新地（香川県高松市）（四国最大の風俗街）[29]
- 道後多幸町（愛媛県松山市）[30]

### 九州・沖縄地方
- 船頭町 （福岡県北九州市小倉北区）
- 中洲（福岡県福岡市博多区）[31]
- ★雑餉隈（福岡県福岡市博多区・福岡県大野城市）[32]（第二の中洲と呼ばれる風俗街）
- 嬉野温泉（佐賀県嬉野市）
- 下通・中央街（熊本県熊本市中央区）
- 別府温泉（大分県別府市）
- 甲突町（鹿児島県鹿児島市）
- 辻（沖縄県那覇市）
- ★真栄原（沖縄県宜野湾市）[33] - かつての「全国三大ちょんの間地帯」のひとつ

## 日本以外の風俗街
- 大韓民国：清凉里 588（チョンニャンニ　オーパルパル）、龍山（ヨンサン）、ミアリテキサス、千戸洞（チョノ）、永登浦（ヨンドゥンポ） - 以上ソウル特別市
- タイ王国：ナナ・プラザ、ソイ・カウボーイ、タニヤ通り、パッポン通り（バンコク）、パッタヤー特別市
- フィリピン：ブルゴス、エルミタ（マニラ首都圏）、アンヘレス
- シンガポール：ゲイラン
- インド：ソナガチ
- オランダ：飾り窓